# Instinto maternal (película de 2013)
Instinto maternal (título original: Breaking at the Edge) es una película estadounidense de terror y suspenso de 2013, dirigida por Predrag Antonijevic, escrita por Jake Kennedy y Nissar Modi, musicalizada por Tony Morales y Edward Rogers, en la fotografía estuvo Steve Mason, los protagonistas son Rebecca Da Costa, Milo Ventimiglia y Andie MacDowell, entre otros. El filme fue producido por Cinemarket Films, TinRes Entertainment y Vitamin A Films.

## Sinopsis
Este largometraje trata acerca de una entidad sobrenatural que acosa a una mujer encinta, ella tiene miedo de que le pueda pasar algo a su hijo.